# Colletes caskanus
Colletes caskanus là một loài Hymenoptera trong họ Colletidae. Loài này được Strand mô tả khoa học năm 1919.